# Überfallhöhe

Überfallhöhe

Als Überfallhöhe wird ein wasserbaulicher Parameter bezeichnet, der zusammen mit dem  Überfallbeiwert zur Berechnung des Durchflusses in Form eines Überfalles benötigt wird. Er bezeichnet den Höhenunterschied zwischen der Oberkante eines Wehres und dem ungestörten Wasserspiegel des Oberwassers (siehe Bild).